# Hydropisphaera boothii
Hydropisphaera boothii är en svampart som först beskrevs av David Leslie Hawksworth, och fick sitt nu gällande namn av Rossman & Samuels 1999. Hydropisphaera boothii ingår i släktet Hydropisphaera och familjen Bionectriaceae.   Inga underarter finns listade i Catalogue of Life.